# Shari Belafonte
Shari Belafonte (n. 22 septembrie 1954, New York) este o actriță și cântăreață americană.

## Date biografice
Shari este fiica actorului Harry Belafonte și a psiholoagei Marguerite Byrd. După terminarea studiilor la Colegiul Hampshire din Amherst, Massachusetts a studiat artele dramatice la "Carnegie Mellon University" în Pittsburgh, Pennsylvania. După terminarea studiilor lucrează ca fotomodel apreciat de unele case de modă ca Calvin-Klein, ea va apare pe prima pagină a sute de magazine de modă. În timp ce era fotomodel a început în 1982 și cariera de actriță în Los Angeles la casa de filme Hanna-Barbera. Ea devine cunoscută în rolul lui e Julie Gilette din serialul Aaron Spellings. Prin anul 1980 a început și să cânte mai ales în Europa, între timp debutează și în teatru în rolul lui Tamara din piesa cu același nume. Din 1994 este moderatoare la un magazin Lifestyle iar din 2006, moderează emisiuni TV despre călătorii. Shari Belafonte este angajată în mai multe proiecte de protecție a animalelor și de ajutorare a copiilor în lume (Starlight Children’s Foundation). Din viața ei privată, a fost căsătoritâ între anii 1977 - 1988 cu Robert Harper, iar din 1989 s-a căsătorit cu actorul Sam Behrens, în septembrie 2000 apare poza ei într-o revistă playboy.

## Filmografie
- ABC Weekend Specials (1981) TV Series (voice) (The Big Hex of Little Lulu)
- The Misadventures of Sheriff Lobo (1981) TV Series (as Shari Belafonte-Harper) .... Bank Teller
- Hart to Hart (1981) TV Series (as Shari Belafonte-Harper) .... Cleo
- Time Walker (also known as Being from Another Planet) (1982) .... Linda Flores
- If You Could See What I Hear (1982) .... Heather Johnson
- Trapper John, M.D. (1982) TV Series (as Shari Belafonte-Harper) .... Maggie
- Diff'rent Strokes (1982) TV Series (as Shari Belafonte-Harper) .... Monique
- Overnight Sensation (1983) (as Shari Belafonte-Harper) .... Daphne
- Hotel (1983) TV Series (as Shari Belafonte-Harper) .... Julie Gillette (1983-1988)
- Family Feud (1983) TV Series .... Herself
- Velvet (1984) (TV) .... Julie Rhodes
- The Love Boat (1984) TV Series
- Battle of the Network Stars (1984) TV Series .... Host/ABC Team
- Matt Houston (1985) TV Series .... Joanna
- The Midnight Hour (1985) (TV) (as Shari Belafonte-Harper) .... Melissa Cavender
- Kate's Secret (1986) (TV) (as Shari Belafonte-Harper) .... Gail
- Square One TV (1987) TV Series .... Herself
- The Late Show Starring Johnny Carson (1987) TV Series .... Herself
- The Women of Brewster Place (1989) (TV) (uncredited)
- Speed Zone! (1989) .... Margaret
- A Yabba-Dabba-Doo Celebration!: 50 Years of Hanna-Barbera (1989) (TV) .... Herself
- Perry Mason: The Case of the All-Star Assassin (1989) (TV) .... Kathy Grant
- Murder by Numbers (1990) .... Lisa
- Gravedale High (1990) TV Series (voice) .... Blanche
- Fire, Ice and Dynamite (1990) .... Serena
- The Jaleel White Special (1991) .... Herself
- Beyond Reality (1991) TV Series .... Laura Wingate (1991-1993)
- Sonic the Hedgehog (1993) TV Series (voice) .... Lupé
- French Silk (1994) (TV) .... Martine
- The Heidi Chronicles (1995) (TV) .... April Lambert
- Hey Arnold! (1996) TV Series (voice) .... Mrs. Johanssen (1996-1997)
- The Real Adventures of Jonny Quest (1997) TV Series (voice) .... Diana Cruz
- Harlequin's Loving Evangeline (1998) .... Ellen Beecham
- Mars (1997) .... Doc Halliday
- Babylon 5: Thirdspace (1998) (TV) .... Elizabeth Trent
- Loving Evangeline (1998) (TV) .... Ellen Beecham
- The Octopus Show (2000) (TV) .... Narrator
- The District (2001) TV Series .... Esther Henderson
- It's Christopher Lowell (2003) TV Series .... Herself
- The Oprah Winfrey Show (2004) TV Series .... Herself
- Nip/Tuck (2008) TV Series .... Catherine Wicke
- Miami Medical (2010) TV Series .... Kimberly Davis

## Discografie
- Eyes Of Night (1987)
- Shari (1989)